# Терелле
Терелле (итал. Terelle) — коммуна в Италии, располагается в регионе Лацио, в провинции Фрозиноне.
Население составляет 536 человек (2008 г.), плотность населения составляет 17 чел./км². Занимает площадь 32 км². Почтовый индекс — 3020. Телефонный код — 0776.
Покровителем коммуны почитается святой Эгидий, празднование 1 сентября.

## Демография
Динамика населения:

## Администрация коммуны
- Официальный сайт: http://www.comuneterelle.it/